# Rivulus pictus
 Rivulus pictus és un peix d'aigua dolça de la família dels rivúlids i de l'ordre dels ciprinodontiformes.
Poden arribar als 5 cm de longitud total. Es troba al riu Paranà a Brasil (Sud-amèrica).